# Tabanus macer
Tabanus macer är en tvåvingeart som först beskrevs av Jacques-Marie-Frangile Bigot 1892.  Tabanus macer ingår i släktet Tabanus och familjen bromsar. Inga underarter finns listade i Catalogue of Life.